# Carson City (Nevada)
Carson City, officieel de Consolidated Municipality of Carson City, is een onafhankelijke stad en de hoofdstad van de Amerikaanse staat Nevada. Carson City wordt voor verschillende doeleinden beschouwd als equivalent aan een county.
Carson City ligt in het westen van de staat, in een Basin and Range-vallei ten oosten van de Sierra Nevada (Carson Range). Aan de overzijde van de Carson Range ligt Lake Tahoe, een groot bergmeer en een belangrijke toeristische trekpleister. Carson City ligt aan de westrand van de woestijn van het Grote Bekken en ligt zo'n 50 kilometer ten zuiden van het grotere Reno. Er wonen zo'n 55.000 mensen in Carson City en zijn buitenwijken.

## Geschiedenis
In 1858 trok Abraham Curry naar de omgeving van het huidige Carson City, toen het westen van Utah-territorium, nadat hij had gehoord dat het westen van het territorium verlaten werd door de Mormonen omwille van het gewapend conflict tussen de Mormonen en de federale overheid. Hij trok eerst naar Genoa, ten zuiden van het huidige Carson City, maar verliet de stad omdat hij deze te duur vond. Omwille van een afkeer van de Mormoonse invloed op de overheid van Utah, wilde hij met een groep gelijkgezinden het westen van Utah afsplitsen en hij greep zijn kans vanwege de (tijdelijke) afwezigheid van de Mormonen. Op zoek naar een goede plek voor een toekomstige hoofdstad stichtte hij in hetzelfde jaar Carson City. De stad werd genoemd naar de ontdekkingsreiziger Kit Carson.
Een jaar later, in 1859, werd de Comstock Lode-ertsader met zilver en goud ontdekt, twintig kilometer ten noordwesten van Carson City. Dit zorgde ervoor dat tienduizenden migranten naar de westregio van het Utah-territorium trokken. Carson City groeide door de florerende (zilver)mijnbouw. De afstand tussen Salt Lake City en het uiterste westen bleek groot en op 2 maart 1861 scheidde de regio zich effectief af van het territorium Utah. De hoofdstad werd Carson City, zoals voorzien door stichter Abraham Curry. 
Tussen 1880 en 1930 daalde de bevolking van Carson City van 4229 naar 1596 inwoners, onder meer doordat de opbrengsten van de mijnbouw terugliepen. Voor Carson City zou het tot 1960 duren eer het inwonertal van piekjaar 1880 opnieuw bereikt werd. Carson City was tot 1969 de hoofdplaats van Ormsby County, maar de twee entiteiten zijn sindsdien samengegaan. Daardoor omvat Carson City niet enkel de stadskern, maar ook het gebergte ten oosten en ten westen ervan.

## Demografie
Volgens de volkstelling door het United States Census Bureau woonden er in 2010 55.274 mensen in Carson City en telde de stad 20.171 huishoudens en 13.252 gezinnen. De etnische samenstelling van de bevolking was als volgt: 81,1% blanken, 2,4% indianen, 2,1% Aziatische Amerikanen, 1,9% Afro-Amerikanen en 0,2% afkomstig van de eilanden in de Stille Oceaan. Verder gaf 9,4% aan tot een ander 'ras' te behoren en 2,9% tot meer dan een ras te behoren. Van de gehele bevolking identificeerde 21% zichzelf als hispanic of latino.

## Bezienswaardigheden
- Capitool van Nevada
- Humboldt-Toiyabe National Forest
- Lake Tahoe – Nevada State Park
- Nevada State Museum
- Nevada State Railroad Museum
- Stewart Indian School
- Tahoe Rim Trail